# Алтеа
Алтѐа (на испански: Altea) е град в Източна Испания. Разположен е на брега на Средиземно море и устието на река Алгар в провинция Аликанте на автономната област Валенсия. Основен отрасъл в икономиката на града е туризмът. Население 21 898 от преброяването през 2006 г.

## Побратимени градове
- Беладжо, Италия